# Кедей-Арык
Кедей-Арык (кирг. Кедей-Арык) — село в Сузакском районе Джалал-Абадской области Кыргызстана. Входит в состав Багышского айылного аймака.

## География
Село расположено в юго-восточной части области, к востоку от реки Кёгарт, на расстоянии приблизительно 15 километров (по прямой) к северо-востоку от села Сузак, административного центра района. Абсолютная высота — 902 метра над уровнем моря.

## Население
Согласно оценочным данным Национального статистического комитета Кыргызской Республики, численность населения села на начало 2023 года составляла 1555 человек.
| год     | 2009 | 2014 | 2015 | 2020 | 2021 | 2023 |
| ------- | ---- | ---- | ---- | ---- | ---- | ---- |
| человек | 1351 | 1447 | 1478 | 1479 | 1519 | 1555 |